# Beniamin (Pohrebny)
Beniamin, imię świeckie Wołodymyr Wałentynowycz Pohrebny (ur. 18 stycznia 1979 w Perwomajsku) – ukraiński biskup prawosławny.

## Życiorys
W 1999 ukończył niższą szkołę duchowną eparchii połtawskiej, w 2004 – seminarium duchowne w Kijowie, zaś w 2008 – Kijowską Akademię Duchowną. 15 maja 2004 przyjął święcenia diakońskie z rąk biskupa połtawskiego i krzemieńczuckiego Filipa, zaś 26 maja tego samego roku został przez tego samego hierarchę wyświęcony na kapłana. Od sierpnia 2004 był inspektorem Misyjnej Szkoły Duchownej Ukraińskiego Kościoła Prawosławnego w Połtawie. W 2007 szkoła ta otrzymała status seminarium duchownego, a ks. Pohrebny został jej prorektorem. 14 marca 2009 złożył wieczyste śluby mnisze przed arcybiskupem Filipem, przyjmując imię zakonne Beniamin na cześć świętego metropolity piotrogrodzkiego Beniamina. W tym samym roku otrzymał godność ihumena. W 2010 obronił pracę magisterską na temat metodologii misji katolickich na przykładzie prozelityzmu jezuitów w Rzeczypospolitej w latach 1569–1654 oraz w Rosji w latach 1772–1820. W 2014 obronił dysertację kandydacką w dziedzinie filozofii. 
W 2011 został archimandrytą. 27 października 2015 Święty Synod Ukraińskiego Kościoła Prawosławnego nominował go na biskupa nowosanżarskiego, wikariusza eparchii połtawskiej. Jego chirotonia biskupia odbyła się 6 grudnia 2015 w cerkwi refektarzowej Świętych Antoniego i Teodozjusza Pieczerskich w ławrze Pieczerskiej, pod przewodnictwem metropolity kijowskiego i całej Ukrainy Onufrego.
17 sierpnia 2021 r. został podniesiony do godności arcybiskupa.